# Universitat de Königsberg
La Universitat de Königsberg (en alemany: Albertus-Universität Königsberg) va ser la universitat de Königsberg, a Prússia Oriental. Va ser fundada el 1544 per Albert de Prússia, i comunament coneguda com l'Albertina.
Després de la Segona Guerra Mundial, Königsberg va ser transferida a la Unió Soviètica, en virtut de l'Acord de Potsdam, i li van canviar el nom pel de «Kaliningrad». L'Albertina va ser tancada i la població alemanya va ser expulsada de l'antiga Prússia Oriental. En l'actualitat, la Universitat Estatal Immanuel Kant de Rússia (sigles: IKSUR), a Kaliningrad, proclama mantenir les tradicions de l'Albertina.

## Alumnes il·lustres
- Kristijonas Donelaitis
- Christian Goldbach
- Rudolf Gottschall
- Adolph Eduard Grube
- Gotthilf Heinrich Ludwig Hagen
- Johann Gottfried Herder
- Ludwig Otto Hesse
- David Hilbert
- E.T.A. Hoffmann
- Adolf Hurwitz
- Theodor Kaluza
- Immanuel Kant
- Gustav Kirchhoff
- Daniel Klein
- Ewald Christian von Kleist
- Karl Rudolf König
- Abraomas Kulvietis
- Paul Philip Levertoff
- Martynas Mažvydas
- Hermann Minkowski
- Ruth Moufang
- Moshe Novomeysky
- Arnold Sommerfeld
- Gábor Szegő
- Woldemar Voigt
- Friedrich Ludwig Zacharias Werner